# Caio Duilio (1913)
Caio Duilio – włoski pancernik typu Caio Duilio z okresu I i II wojny światowej.

## Historia
Po rozpoczęciu budowy trzech pancerników typu Conte di Cavour włoska marynarka wojenna zamówiła na początku 1912 roku dwa kolejne drednoty. Ich konstrukcja była w zasadzie powtórzeniem rozwiązań zastosowanych na poprzednich jednostkach, podstawową różnicą było rozmieszczenie dział artylerii średniej i ich kaliber, powiększony ze 120 do 152 mm oraz inny kształt górnego pokładu.
Stępkę pod późniejszy „Caio Duilio” położono w stoczni Cantiere navale di Castellammare di Stabia w Castellammare di Stabia 24 lutego 1912 roku, wodowanie odbyło się 24 kwietnia 1913 roku. Okręt otrzymał nazwę na cześć Gajusza Duiliusza, rzymskiego polityka i wodza, zwycięzcę w bitwie pod Mylae (260 p.n.e.). Prace wykończeniowe prowadziła stocznia koncernu Ansaldo w Genui. Po wejściu do służby (10 maja 1915 roku) pancernik operował na Adriatyku. Podobnie jak pozostałe duże okręty włoskie, nie brał udziału w większych operacjach.
Po zakończeniu I wojny światowej rząd włoski nie widział konieczności inwestowania w modernizację własnych okrętów liniowych. Przyczyniły się do tego zarówno kryzys finansowy państwa, jak i brak silnego potencjalnego przeciwnika w akwenie Morza Śródziemnego: Austro-Węgry przestały istnieć, a Francja, z którą w efekcie traktatu waszyngtońskiego marynarka włoska uzyskała parytet sił, zmuszona była dzielić swe zaangażowanie pomiędzy Morze Śródziemne i Ocean Atlantycki. Dopiero w latach 30., pod wpływem wiadomości o budowie we Francji nowoczesnych pancerników typu Dunkerque zdecydowano się na modernizację dwóch pancerników typu Conte di Cavour. Po jej zakończeniu na zwolnione przez nie miejsca w stoczniach trafiły „Caio Duilio” i bliźniaczy „Andrea Doria”.

## Opis konstrukcji
W momencie oddania do służby „Caio Duilio” reprezentował układ konstrukcyjny typowy dla pancerników tego okresu. Na stalowym, nitowanym kadłubie długości 176,1 m i wyporności pełnej 25 200 ton umieszczone było pięć wież artyleryjskich z działami kal. 305 mm. Trzy z nich: dziobowa, rufowa i na śródokręciu były trójdziałowe, pozostałe dwie, umieszczone na dziobie i rufie w superpozycji, dwudziałowe, co dawało nietypową liczbę trzynastu luf.
Artyleria średniego kalibru składała się z 16 dział kal. 152 mm, umieszczonych w kazamatach w sekcjach dziobowej i rufowej, co miało ułatwić odpieranie ataków lekkich okrętów: torpedowców i niszczycieli oraz 13 dział kal. 76 mm. Ponadto pancernik był uzbrojony w sześć dział przeciwlotniczych kal. 76 mm i trzy podwodne wyrzutnie torpedowe kal. 450 mm.
Napęd okrętu stanowiły trzy zespoły turbin parowych systemu Parsonsa, napędzające cztery śruby. Parę dostarczało 20 kotłów typu Yarrow, z których osiem było przystosowanych do opalania paliwem płynnym, a pozostałych 12 węglem. Przy łącznej mocy 32 000 KM prędkość maksymalna wynosiła 21,5 węzła. Zapas paliwa, wynoszący 900 ton ropy i 1512 ton węgla zapewniał zasięg 4800 mil morskich przy prędkości 10 węzłów. Załogę stanowiło 35 oficerów i 1198 podoficerów i marynarzy.
W połowie lat 20. na pancerniku zainstalowano katapultę dla wodnosamolotu pokładowego, którą zdemontowano w trakcie modernizacji w latach 1937–1940. W 1925 roku na pancerniku nastąpiła eksplozja amunicji w wieży artyleryjskiej na śródokręciu. Spowodowała ona uszkodzenia kadłuba i zniszczenie wieży, usuwanie szkód trwało do 1928 roku.

## Modernizacja
Przebudowa pancernika „Caio Duilio” rozpoczęła się 8 kwietnia 1937 roku w stoczni Ansaldo w Genui. W trakcie jej trwania usunięto z okrętu więcej niż połowę konstrukcji i wyposażenia, zastępując je nowym. Całkowicie zmieniono konfigurację uzbrojenia, nadbudówki, maszty i układ napędowy. Starą dziobnicę zastąpiono nowym dziobem kliprowym, przedłużając tym samym kadłub o 10,8 m. Powiększono do 320 mm kaliber armat artylerii głównej, zdejmując jednocześnie wieżę na śródokręciu i zostawiając 10 luf. Artyleria średnia została całkowicie wymieniona, nowa składała się z 12 dział kal. 135 mm umieszczonych w czterech potrójnych wieżach artyleryjskich po bokach nadbudówki dziobowej. Tę ostatnią przebudowano na wzór pancerników typu Littorio. Również artyleria przeciwlotnicza była zbliżona do najnowszych ciężkich okrętów Regia Marina. 10 dział kal. 90 mm w pojedynczych wieżach zainstalowano na burtach na wysokości kominów, na przedłużonym pokładzie dziobowym.
Nowa siłownia pancernika składała się z dwóch zespołów turbin parowych systemu Beluzzo o łącznej mocy 75 000 KM, zasilanych w parę przez osiem, opalanych paliwem płynnym kotłów typu Yarrow. Liczbę wałów napędowych zredukowano do dwóch. Prędkość maksymalna w warunkach operacyjnych wynosiła 26 węzłów, a przy forsowaniu siłowni można było osiągnąć o jeden węzeł więcej. Zapas paliwa wynosił 2548 ton i pozwalał przepłynąć 4680 mil morskich przy prędkości ekonomicznej 13 węzłów.
Równie poważne zmiany dotyczyły systemu ochrony kadłuba. Zwiększono do 24 liczbę przedziałów wodoszczelnych, wzmocniono również grubość pokładów pancernych. Dla zabezpieczenia najważniejszych systemów okrętu przed skutkami wybuchów podwodnych zastosowano system zaprojektowany przez admirała inż. Umberto Pugliese. Polegał on na zabudowaniu wewnątrz podwodnej części kadłuba podłużnych, wypukłych do wnętrza komór, podzielonych na mniejsze odcinki przy pomocy grodzi wodoszczelnych i wypełnionych paliwem. Wewnątrz komór przebiegał podłużny stalowy cylinder, którego zadaniem było pochłanianie i osłabianie energii wybuchu. Konstrukcja ta była kłopotliwa w naprawach, a jej skuteczność była ograniczona ze względu na małą szerokość kadłuba okrętu.
Po zakończeniu modernizacji „Caio Duilio” powrócił do służby 15 lipca 1940 roku.

## Działalność w czasie II wojny światowej
Po wejściu do linii okręt został skierowany do głównej bazy włoskiej marynarki w Tarencie. W ostatnich dniach sierpnia 1940 roku wziął udział w bezskutecznym poszukiwaniu zespołu brytyjskich okrętów przeprowadzających konwój na Maltę (operacja Hats). Ponieważ rozpoznanie lotnicze nie było w stanie wykryć nieprzyjaciela, 1 września dowódca włoski zdecydował o powrocie do portów. Podobny i równie nieskuteczny rajd przeprowadzono również na przełomie września i października 1940 roku.
Podczas ataku brytyjskich samolotów w nocy z 11 na 12 listopada 1940 roku „Caio Duilio” został trafiony torpedą lotniczą zrzuconą z samolotu Fairey Swordfish startującego z lotniskowca HMS „Illustrious”. Wybuch spowodował zalanie wodą dziobowych komór amunicyjnych i osadzenie okrętu na płyciźnie. Zginął jeden z marynarzy. Uszkodzenia wymagały pobytu w stoczni, dlatego prowizorycznie naprawiony okręt przeholowano do Genui i poddano remontowi w stoczni Ansaldo.
9 lutego 1941 roku okręty Royal Navy pod dowództwem admirała Jamesa Somerville przeprowadziły ostrzał miasta i portu w Genui. Stojący w doku stoczniowym „Caio Duilio” szczęśliwie uniknął dalszych uszkodzeń. Pancernik powrócił do służby 16 maja 1941 roku.
16 grudnia 1941 roku „Caio Duilio” wyszedł w morze w składzie silnego zespołu okrętów admirała Iachino, jako eskorta konwoju do Libii. Następnego dnia jednostki włoskie starły się z osłoną brytyjskiego konwoju na Maltę, dowodzoną przez kontradmirała Philipa Viana. Wobec zdecydowanej przewagi włoskiej, kontradmirał Vian starał się manewrując utrzymać bezpieczną odległość pomiędzy ochranianym transportowcem a nieprzyjacielem. Przy nadciągających ciemnościach (Włosi nie posiadali radaru) i uznając pierwszeństwo zadania ochrony własnych zaopatrzeniowców, admirał Iachino przerwał ogień, oddalając się w kierunku południowym. Ta nierozstrzygnięta potyczka została nazwaną I bitwą pod Syrtą.
Kolejną operację osłony konwojów do Libii, tym razem bez kontaktu z przeciwnikiem, przeprowadzili Włosi na początku stycznia 1942 roku. Zespół bezpośredniej osłony, z „Caio Duilio”, po wykonaniu zadania powrócił do Tarentu 6 stycznia. Kolejny raz okręt uczestniczył w operacji konwojowej w ostatnich dniach stycznia 1942 roku.
Od tej pory brak paliwa i niekorzystna dla państw Osi sytuacja na Morzu Śródziemnym spowodowały, że podobnie jak większość ciężkich okrętów floty włoskiej, „Caio Duilio” pozostawał w bazie w Tarencie. Po ogłoszeniu zawieszenia broni z aliantami 8 września 1943 roku, okręty stacjonujące w Tarencie, w tym pancerniki „Andrea Doria” i „Caio Duilio” wypłynęły następnego dnia w morze, aby zgodnie z warunkami alianckimi oddać się pod kontrolę sprzymierzonych na Malcie. W odróżnieniu od drugiego zespołu, płynącego z La Spezia, który w wyniku niemieckich ataków lotniczych utracił pancernik „Roma”, jednostki z Tarentu bez przeszkód dotarły na wyznaczone miejsce. W internowaniu na Malcie, w zatoce Marsaxlokk, „Caio Duilio” pozostawał do 26 czerwca 1944 roku, kiedy powrócił do portów włoskich.
Po zakończeniu II wojny światowej pancernik pozostał w dyspozycji marynarki włoskiej. Służył do celów szkolnych aż do roku 1956, kiedy został skreślony z listy floty i w ciągu następnych dwóch lat złomowany.